# Rohrbach (Heidelberg)
Rohrbach ist ein Stadtteil von Heidelberg in Baden-Württemberg.

## Lage und Gliederung
Rohrbach befindet sich ungefähr drei Kilometer südlich vom Stadtzentrum Heidelbergs entfernt auf etwa halbem Wege nach Leimen.
Neben Alt-Rohrbach mit der Melanchthonkirche und dem Rathaus setzt sich Rohrbach aus den Ortsteilen Kühler Grund, Gewann See, Hasenleiser und Rohrbach-Süd (Gewerbegebiet) zusammen. Ebenfalls zu Rohrbach gehört das etwas abgelegene, bewaldete und landwirtschaftlich genutzte Gebiet um den Bierhelderhof. Früher gehörten auch noch die nunmehr selbständigen Heidelberger Stadtteile Boxberg und Emmertsgrund zur Gemarkung Rohrbach.
Mit allen Ortsteilen kommt Rohrbach insgesamt auf 15.224 Einwohner (Stand: 31. Dezember 2010).
Die nördliche Grenze Rohrbachs wurde bei der Eingemeindung von der Saarstraße/Markscheide auf die Sickingenstraße verlegt.

## Geschichte

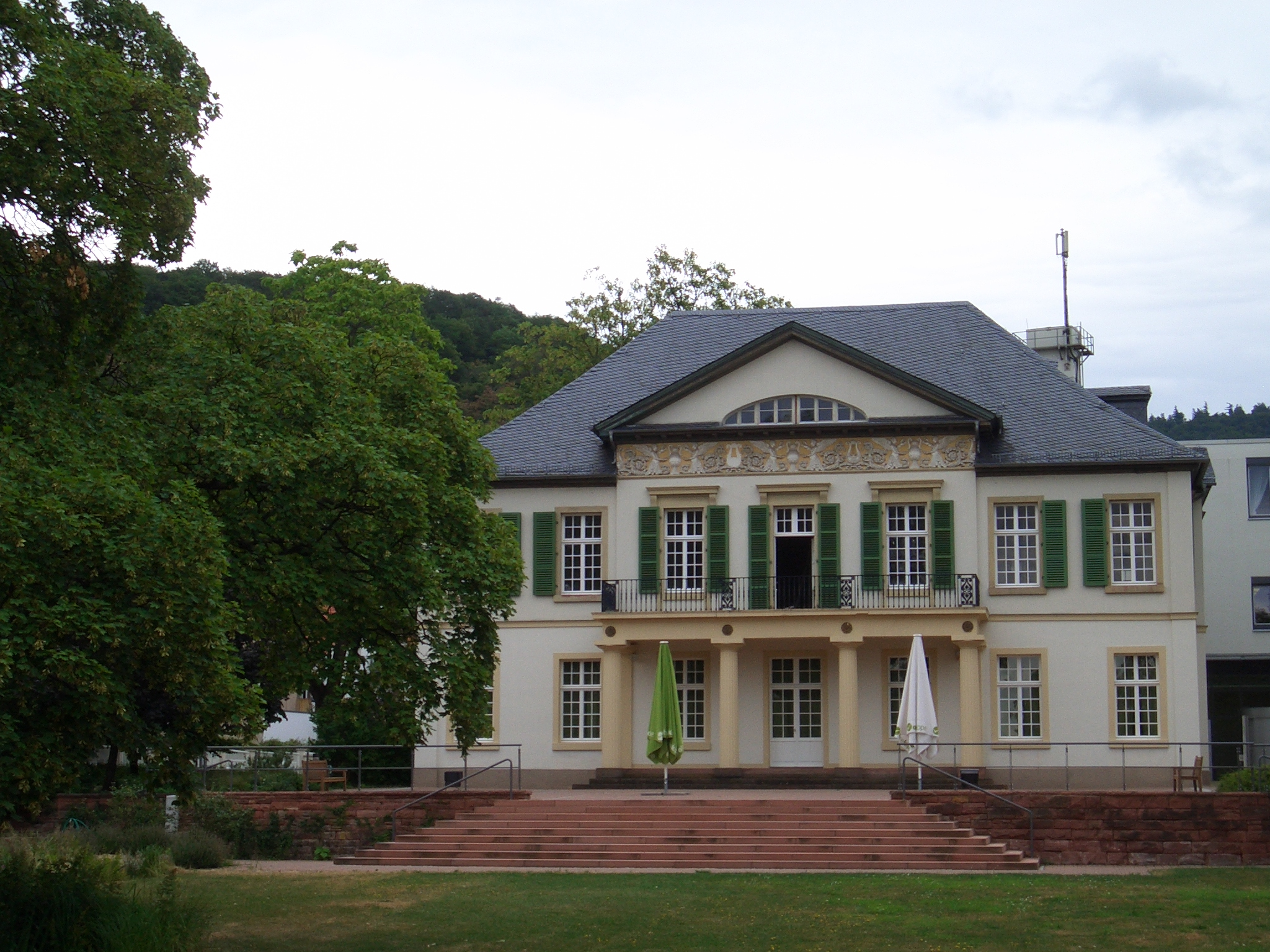
Rohrbacher Schlösschen

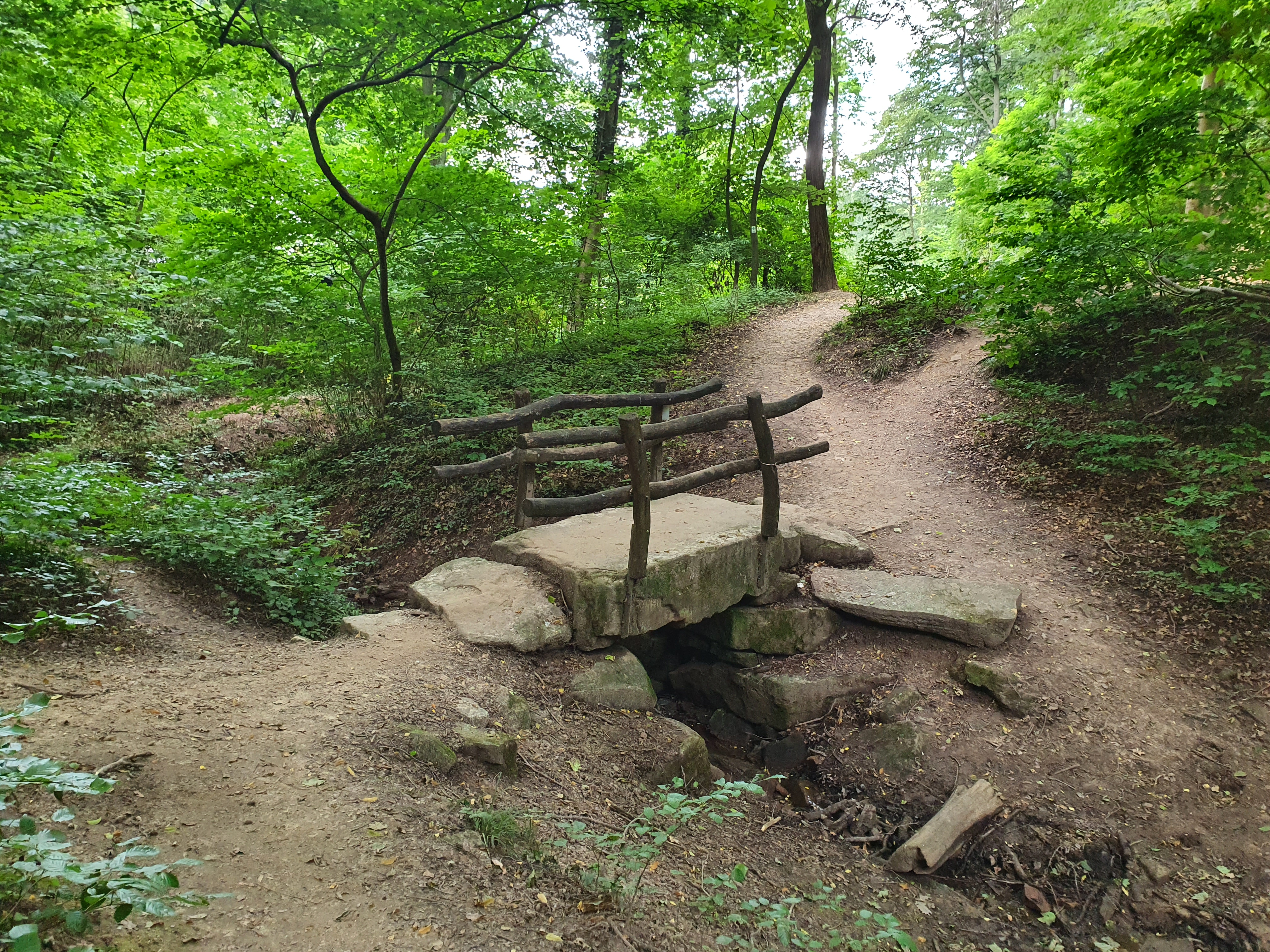
Brücke über den namensgebenden Rohrbach

Rohrbach wurde im Lorscher Codex in der Schreibweise Rorbach 766 zum ersten Male urkundlich erwähnt. Dort ist die Schenkung eines Weinbergs zugunsten des Klosters Lorsch dokumentiert. Der Name Rohrbach leitet sich von dem am Bach wachsenden (Schilf-)Rohr her. Der Rohrbach ist heute in seinem unteren Lauf kanalisiert, vollständig überbaut und Teil der Abwasserkanalisation. Nur im oberen Lauf, im Bereich des Kühlen Grundes ist der Rohrbach noch in seinem offenen, weitestgehend jedoch begradigten Bett zu sehen.
Siehe auch: Burg Rohrbach
Das ursprünglich wahrscheinlich zu Kirchheim gehörende Dorf Rohrbach befand sich ab 1234 im Besitz der Pfalzgrafen bei Rhein. Im Dreißigjährigen Krieg, der kaum Überlebende in Rohrbach zurückließ, und im Pfälzischen Erbfolgekrieg wurde das Dorf wiederholt schwer zerstört.
1901 wurde der Ort von der Straßenbahn Heidelberg-Leimen-Wiesloch erschlossen. 1927 wurde Rohrbach nach Heidelberg eingemeindet.
Während der Novemberpogrome 1938 wurde die an der Stelle des heutigen Rathausplatz befindliche, 1845 gebaute Synagoge komplett zerstört, woran heute ein Gedenkstein erinnert. Dies geschah in den frühen Morgenstunden des 10. November durch dieselben Personen, die in der Nacht vom 9. auf den 10. November bereits die ehemalige Synagoge in der Heidelberger Altstadt zerstörten.
Ab 1970 entstand im Zuge des Baus des sich südöstlich an Rohrbach anschließenden neuen Stadtteils Emmertsgrund das Gewerbegebiet Rohrbach Süd, in dem die mehreren Tausend Einwohner des Emmertsgrundes wohnortnahe Arbeits- und Einkaufsmöglichkeiten finden sollten.
Siehe auch: Geschichte Heidelbergs

## Wappen

Rohrbacher Wappen

Bis zu seiner Eingemeindung nach Heidelberg trug Rohrbach ein eigenständiges Wappen, das noch heute bei ortsinternen Feierlichkeiten präsentiert wird.
Blasonierung:

In geteiltem Schild oben auf gelbem Grund die Buchstaben r o r.

Unten fünf blaue Wellenlinien auf weißem Grund.

Die Buchstaben stehen für den ersten Teil des Ortsnamens Ro(h)r(bach).

Die blauen Wellenlinien symbolisieren den gleichnamigen Bach.

Sprechende Symbolik: Das Rohr über dem Bache.

## Politik

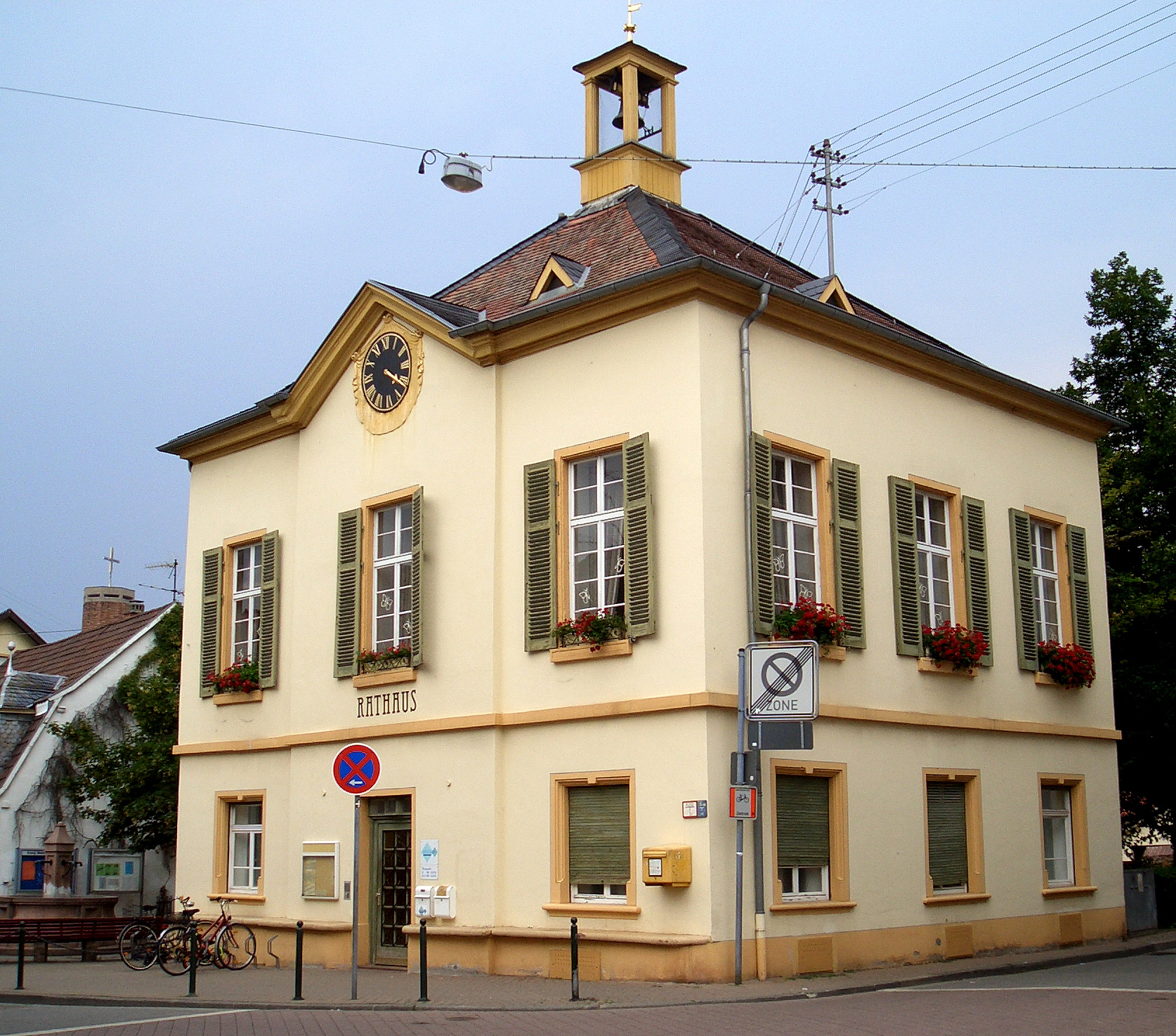
Rohrbacher Rathaus

Der Rohrbacher Bezirksbeirat setzt sich wie folgt zusammen:
| Partei/Liste       | 2019 | 2014 | 2009 |
| Grüne              | 6    | 4    | 3    |
| CDU                | 2    | 3    | 4    |
| SPD                | 2    | 3    | 3    |
| Die PARTEI         | 1    | -    | -    |
| GAL                | 1    | 1    | 2    |
| „Die Heidelberger“ | 1    | 1    | 2    |
| Bunte Linke        | 1    | 1    |      |
| Die Linke          | 1    | 1    | 1    |
| FDP                | 1    | 1    | 1    |
| HiB                | 1    | -    | -    |
| AfD                | 1    | -    | -    |
| Piraten            | -    | 1    | -    |
| FWV                | -    | -    | 1    |
| Generation HD      | -    | -    | 1    |

## Sehenswürdigkeiten

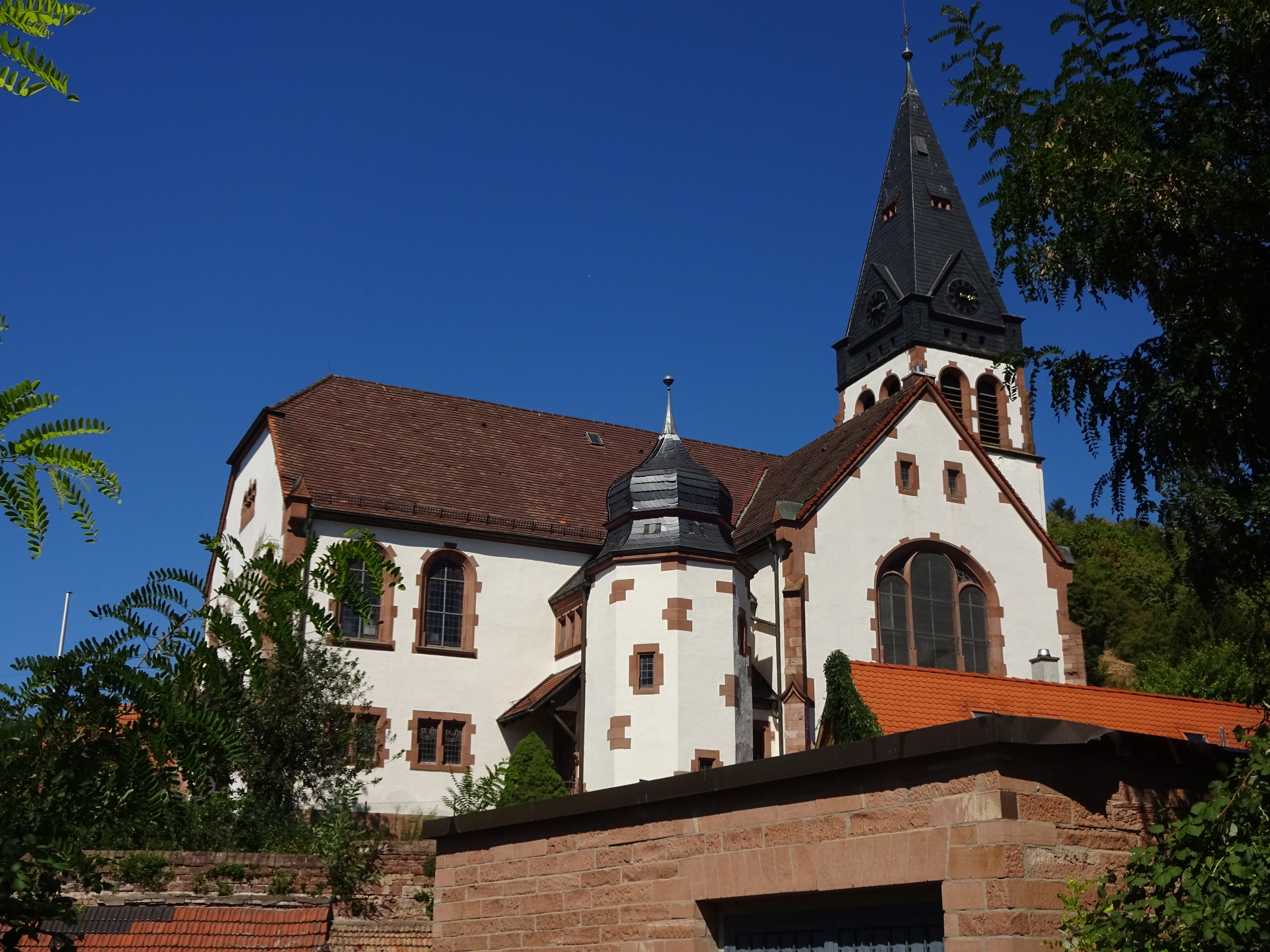
Melanchthonkirche

Die evangelische Melanchthonkirche geht bis ins 13. Jahrhundert zurück und wurde 1907/08 von Hermann Behaghel im Stil der Neorenaissance umgebaut und erweitert. Die katholische St.-Johannes-Kirche von 1964 ist mit Farbglasfenstern von Emil Wachter ausgestattet. Im Hasenleiser befindet sich die 1971 erbaute St.-Thomas-Kirche der Selbständigen Evangelisch-Lutherischen Kirche.
Sehenswert ist Schloss Rohrbach, auch Rohrbacher Schlösschen genannt, das heute ein Teil des Baukomplexes der im Ort ansässigen Thorax-Klinik ist.

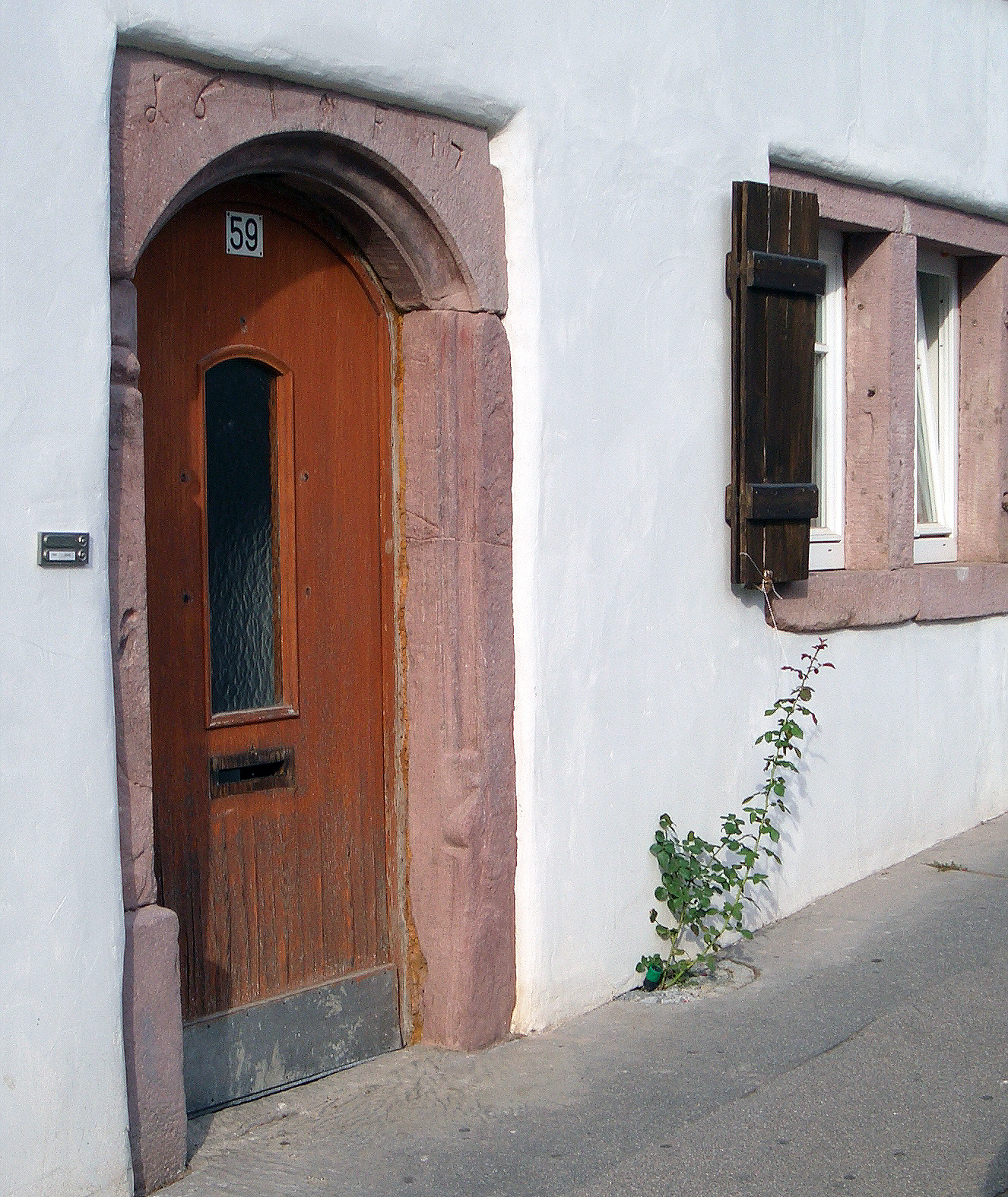
Ältestes Wohnhaus von Rohrbach (1617)
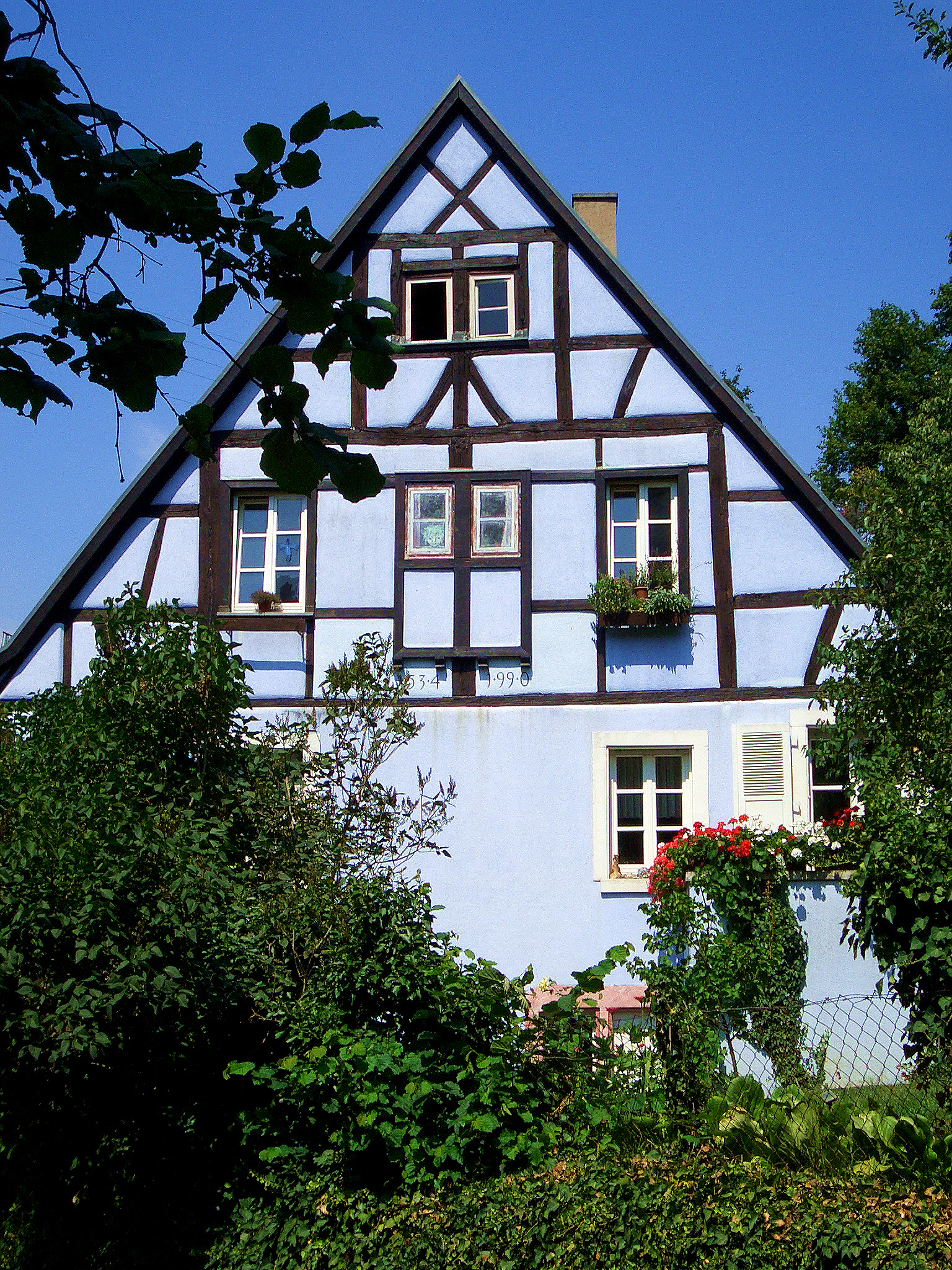
Ehemalige Rohrbacher Mühle (1534)
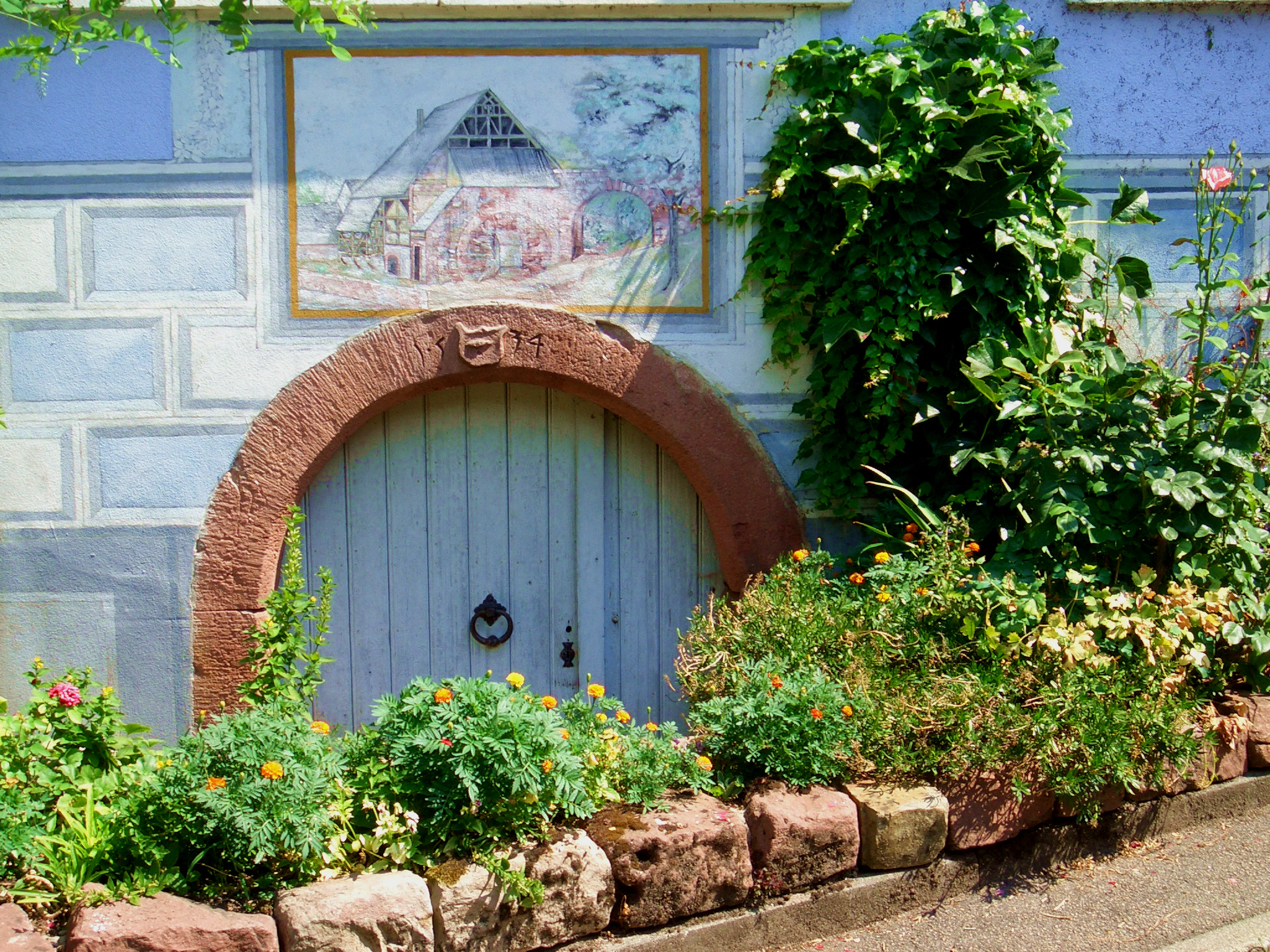
Detail der Rohrbacher Mühle
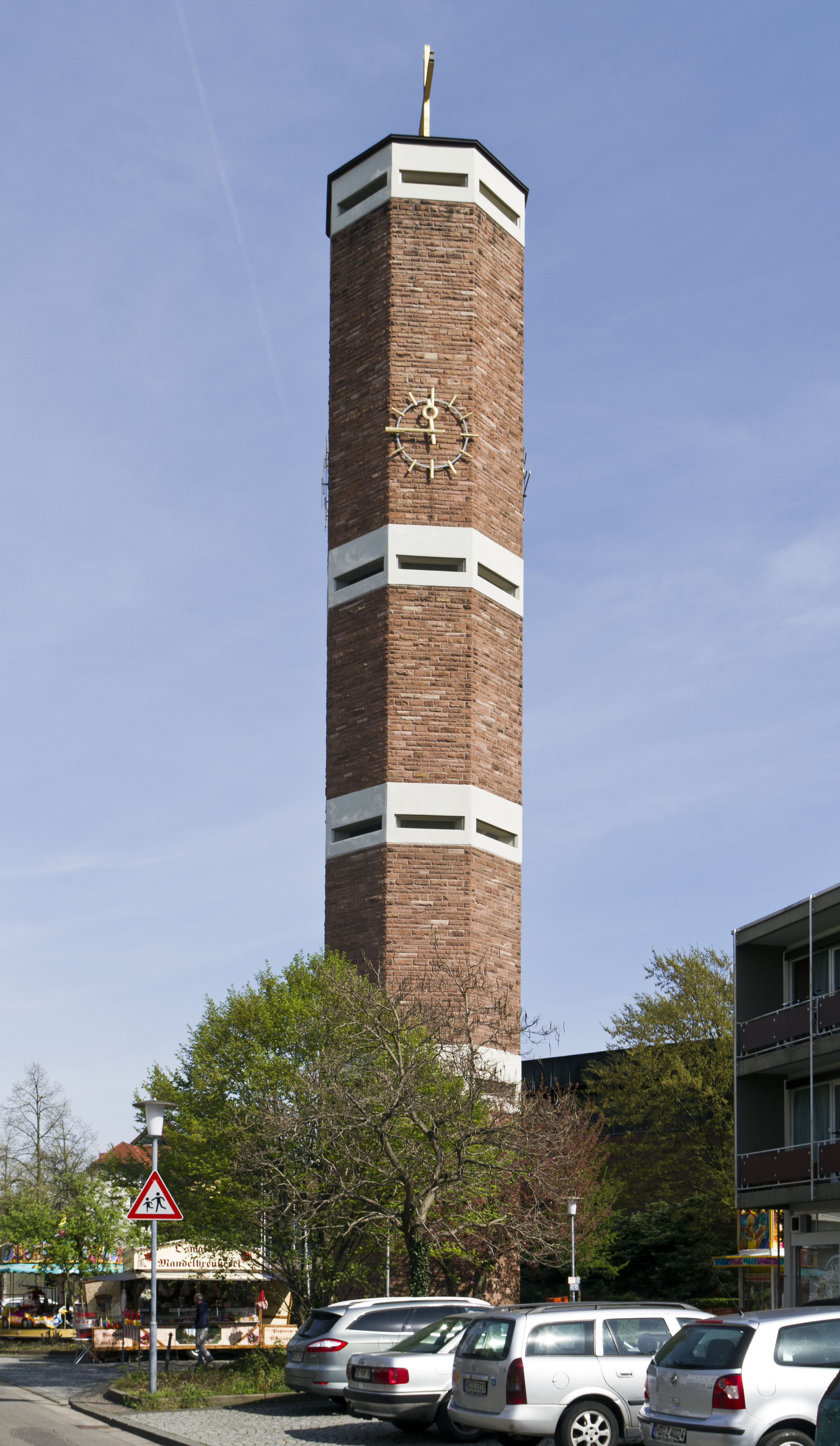
Kath. Kirche, Turm

## Bildungs- und Forschungseinrichtungen

### Schulen

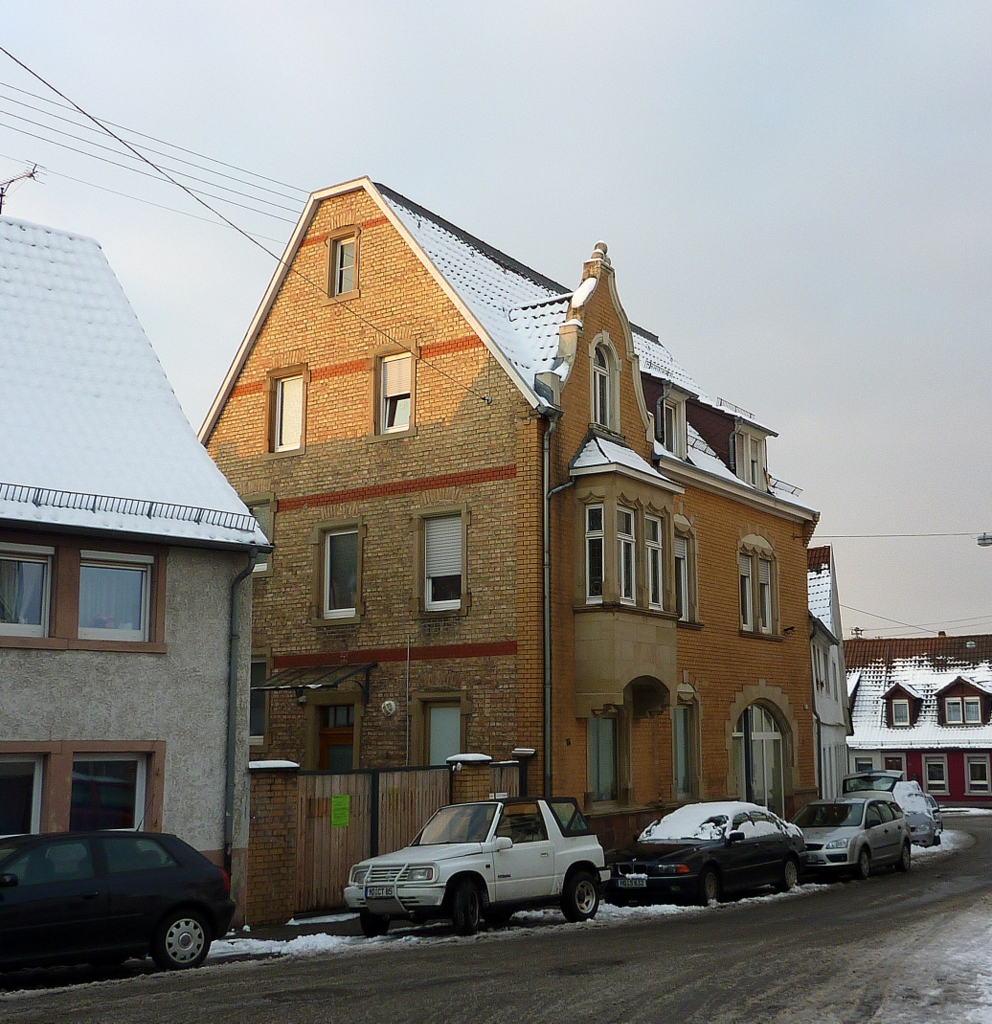
Heimatmuseum Rohrbach

Rohrbach verfügt über zwei Grundschulen, eine Hauptschule und eine Gesamtschule. Im Einzelnen:
- Eichendorffgrundschule (öffentlich)
- Freie Christliche Schule (Hauptschule, privat)
- Internationale Gesamtschule Heidelberg (öffentlich)
- Montessori-Schule Heidelberg (Grundschule, privat)

### Institute
- Thoraxklinik des Universitätsklinikums der Ruprecht-Karls-Universität Heidelberg
- Ebenfalls in Rohrbach hat das Institut für Plastination seinen Sitz, das von dem Anatomen Gunther von Hagens betrieben wird, dem Erfinder der Plastination und Macher der kontrovers diskutierten Wanderausstellung Körperwelten.

### Museen
- Seit 1971 verfügt Rohrbach über ein kleines Heimatmuseum. Es ist seit 1996 im ehemaligen Café Berg und der Bäckerei Gröschl untergebracht und präsentiert die Geschichte des Ortes.[7]
- Ägyptisches Museum Heidelberg (privates Repliken-Museum)

## Regelmäßige Veranstaltungen
- Rohrbacher Kerwe, jährlich am ersten Septemberwochenende

## Verkehr

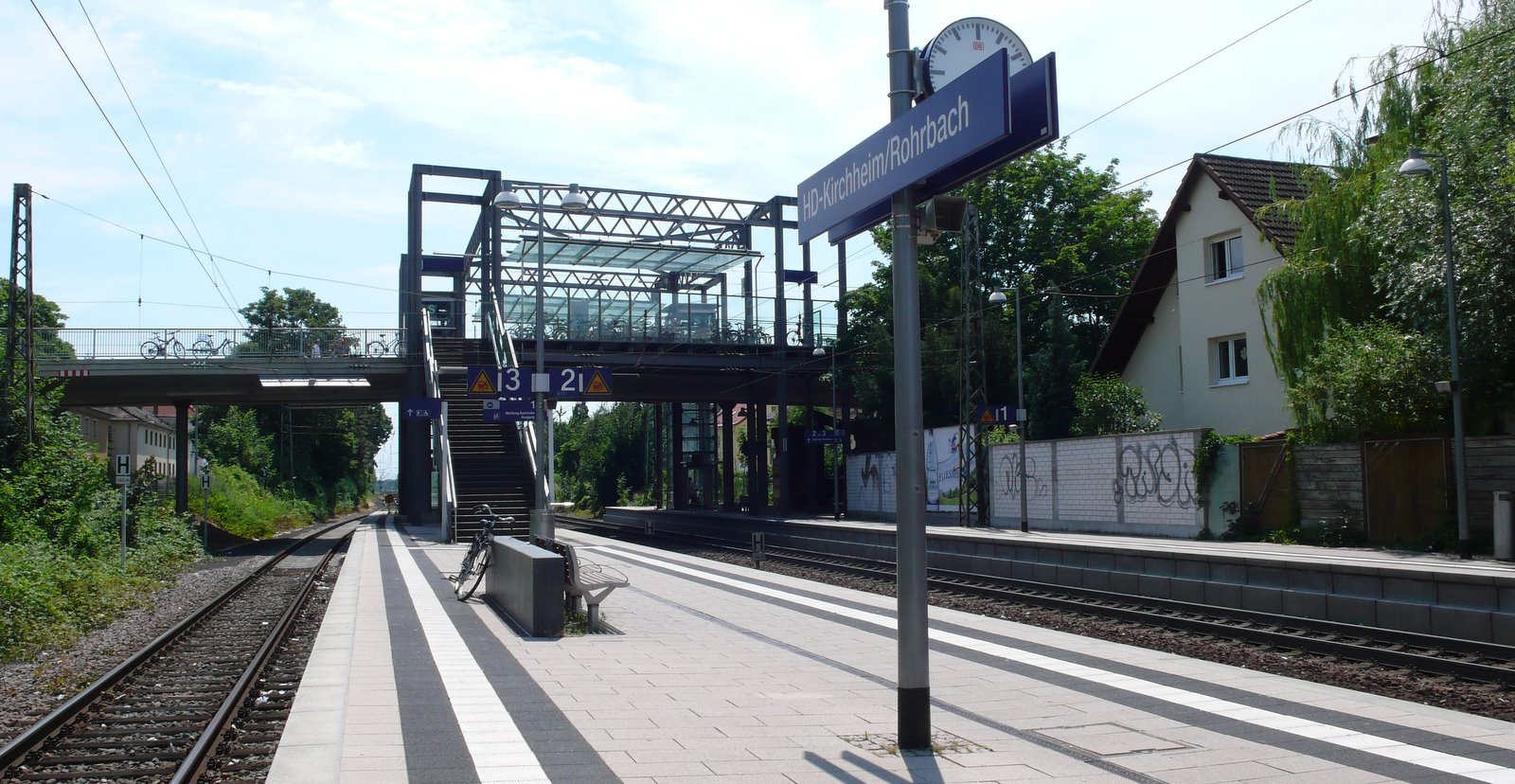
S-Bahnhof HD-Kirchheim/Rohrbach

Mit einem Zubringer zur Bundesautobahn 5, der Bundesstraße 3, dem Bahnhof Kirchheim/Rohrbach der S-Bahn RheinNeckar, den Straßenbahnlinien 23 und 24 sowie mehreren Buslinien verfügt Rohrbach über eine sehr gute Verkehrsanbindung zu den übrigen Heidelberger Stadtteilen und ins Umland.

## Mit dem Ort verbundene Persönlichkeiten
- Punker, sagenhafter Schütze des 15. Jahrhunderts[8]
- Johann Andreas von Traitteur, von 1790 bis 1798 unvollendeter Bau einer Frischwasserleitung von Rohrbach nach Mannheim, welche wegen Krieg und Geldmangel auf halber Strecke eingestellt wurde.
- Joseph von Eichendorff, der von 1807 bis 1808 in Heidelberg lebte, hat mit seinem Freundeskreis auch einige Zeit im Rohrbacher Gasthaus „Zum roten Ochsen“ verbracht. Dort lernte er die einheimische Küferstochter Katharina Barbara Förster, genannt „Käthchen“ kennen und lieben. Diese Zuneigung hat er in seinen Tagebüchern und dem Lied „In einem kühlen Grunde“ literarisch verewigt.[9]
- Bertha Benz tuckerte mit ihrem „Benz-Motorwagen Nr. 3“ in den Morgenstunden des 5. August 1888 auf der Landstraße von Heidelberg kommend durch Rohrbach. Das laut krachende und stark stinkende Gefährt sah zwar wie eine Kutsche aus, jedoch hatte es keine Pferde, welche es zogen. Der Weg dieser „Ortsumgehungsstraße“ verlief auf der Landstraße beim „Kreuz“ (heute Eichendorffplatz) nach rechts abbiegend, am Ortskern vorbei und führt direkt zum Gasthaus Rose.[10] Die Bertha Benz Memorial Route erinnert an diese Fahrt.
- Christian Bitter (1878–1950) war von 1913 bis zur Eingemeindung nach Heidelberg 1927 Bürgermeister von Rohrbach und gehörte von 1913 bis 1918 der zweiten Kammer der Badischen Ständeversammlung an.
- Arvid Boecker (* 1964), Maler und Kurator, der in Heidelberg wohnt und arbeitet
- Hasret Kayikçi (* 1991), Bundesligarekordspielerin des SC Freiburg, wuchs in Rohrbach auf und begann ihre Karriere bei der TSG Rohrbach.